# Bombardier Flexity 2
Bombardier Flexity 2 — серія трамваїв або легкорейкових транспортних засобів виробництва Bombardier Transportation. 
Має 100% низької підлоги, за для розміщення інвалідних візків. 
Трамваї двосторонні, з кабінами на обох кінцях і дверима з обох боків, мають п’ять секцій. 
Ця серія трамваїв дебютувала у мережі Блекпульського трамваю, Англія. 

## Вступ
Flexity 2 є еволюцією успішної серії LRV Flexity від Bombardier і розроблений, з можливістю налаштування. 
Серія має низку значних досягнень у порівнянні зі своїм попередником, включаючи покращену корозійну стійкість, підвищену безпеку завдяки переробленій кабіні з покращеним захистом від ударів, покращену енергоефективність за рахунок включення елементів для тимчасового накопичення енергії після гальмування, що забезпечує подвійну економію енергії при подачі її назад через дроти, зменшену масу, додаткову підтримку його Індуктивної зарядки під гусеничною системою передачі потужності та нового візку Flexx Urban 3000, яка дозволяє LRV працювати на звичайних колісних парах. 
Вагон також має покращену систему кондиціонування повітря та ширший, просторіший салон завдяки зменшенню ширини його бокових стінок, що дає можливість більше місць для сидіння чи іншого використання. 
Ці зміни призвели до дуже незначного збільшення навантаження на вісь, хоча «Bombardier» каже, що це не обмежує експлуатаційні можливості вагона.
Початковим замовником був Blackpool Transport, який замовив 16 одиниць у липні 2009 року 
 , 
щоб замінити свій парк, орієнтований на туристів і високий рівень обслуговування, на новий транспортний засіб, придатний для щоденних пасажирів. 
Презентація нового трамвая, відбулася 8 вересня 2011 року у новому депо Starr Gate у Блекпулі . 

Додаткові замовлення надійшли від G:link, що замовила 23 трамваї для роботи у Голд-Кост, Австралія, Basler Verkehrs-Betriebe, замовив 60 трамваїв для Базеля, Швейцарія, De Lijn, замовила загалом 88 трамваї для Антверпена та Гента , Бельгія та «Suzhou New District Tram Co», замовила 18 трамваїв для Нового району Сучжоу, Сучжоу, Китай, побудований компанією CSR Corporation Limited Puzhen за ліцензійною угодою за технологіями «Bombardier».

## Технічна специфіка

### Низькопідлогова версія
| Місто                      | Оператор                    | Позначення типу       | Збудована       | Кількість вагонів                  | Кількість вагонів | Щирина колії | Довжина       | Ширина | Висота          | Вага (порожні)  | Максимальна потужність | Напруга контактної мережі |               |
| -------------------------- | --------------------------- | --------------------- | --------------- | ---------------------------------- | ----------------- | ------------ | ------------- | ------ | --------------- | --------------- | ---------------------- | ------------------------- | ------------- |
| Блекпул, Англія            | Blackpool Transport         | Flexity 2 (Blackpool) | 2010-2012, 2017 | 18                                 | 5                 | 1435 мм      | 32.23 м       | 2.65 м | 3.42 м          | 40.9 т          | 480 kW                 | 600 V DC                  | [ 2 ]         |
| Голд-Кост, Австралія       | G:link                      |                       | 2013-2014       | 18 (+5 замовлено до 2022)          | 7                 | 1435 мм      | 43.5 м        | 2.65 м | 3.42 м          |                 |                        | 750 V DC                  | [ 5 ] [ 6 ]   |
| Базель, Швейцарія          | Basler Verkehrs-Betriebe    |                       | 2014-2017       | 60                                 | 5/7               | 1000 мм      | 31.8 м        | 2.3 м  |                 |                 |                        | 750 V DC                  | [ 7 ]         |
| Антверпен та Гент, Бельгія | De Lijn                     |                       | 2014-2016       | 38 п'тисекційних, 50 семисекційних | 5/7               | 1000 мм      | 31.4 м/42.7 м | 2.3 м  |                 |                 |                        | 750 V DC                  | [ 8 ] [ 9 ]   |
| Новий район Сучжоу, Сучжоу | Suzhou New District Tram Co |                       | 2015            | 18                                 | 5                 | 1435 мм      | 31.8 м        | 2.65 м | N/A (будуються) | N/A (будуються) | N/A (будуються)        | 750 V DC                  | [ 10 ] [ 11 ] |